# Dello spirito
'Dello Spirito è un saggio  scritto dal filosofo francese  Claude-Adrien Helvétius e pubblicato, senza il nome dell'autore, il 27 luglio 1758.

## Contenuto
Helvétius, in quest'opera, trasforma l'empirismo di Locke in materialismo sensualista. Egli sostiene che "Siamo solo ciò che gli oggetti che ci circondano ci rendono tali" . L'essere senziente diventa così consapevole dei propri bisogni e cerca i modi per soddisfarli. L'uomo è il prodotto del suo ambiente e della sua educazione. Helvétius difende così una morale utilitaristica e l'uguaglianza naturale degli uomini.

## Stesura dell'opera
Determinare l'epoca di stesura della prima opera filosofica di Helvétius è un compito molto complesso e purtroppo deludente, poiché è impossibile stabilire una datazione precisa. In effetti, è possibile stimare che l'opera sia stata scritta tra il 1744 e il 1757. Queste due date rappresentano rispettivamente la prima menzione dell'opera nella corrispondenza di Françoise de Graffigny (madrina di Madame Helvétius) e il momento del suo completamento, poiché Helvétius annuncia alla moglie di aver appena mostrato il suo manoscritto ad alcuni amici. La scrittura del libro avrebbe quindi richiesto un periodo di tredici anni.Inoltre, lo stato dell'opera cambia nel corso di questi tredici anni. 
Il completamento dell'opera venne confermato nel 1757, quando Helvétius scrisse due lettere alla moglie. La prima nella primavera del 1757 e la seconda nel settembre dello stesso anno:

## Fortuna dell'opera
Dello Spirito costituisce una dei più importanti saggi filosofici durante l'epoca illuminista in tema, in particolare, materialista e sensista.